# Gnadochaeta flava
Gnadochaeta flava är en tvåvingeart som först beskrevs av Daniel William Coquillett 1900.  Gnadochaeta flava ingår i släktet Gnadochaeta och familjen parasitflugor. Inga underarter finns listade i Catalogue of Life.